# Ett järn i elden
Ett järn i elden (engelska: The Wrecking Crew) är en amerikansk spionkomedifilm från 1968 i regi av Phil Karlson. Filmen är löst baserad på Donald Hamiltons roman The Wrecking Crew från 1960. I huvudrollerna ses Dean Martin, Elke Sommer, Sharon Tate, Nancy Kwan, Nigel Green och Tina Louise. Detta var den fjärde och sista filmen i serien om Matt Helm, de föregående var Matt Helm: vilken toppagent! (1966), Bra skjutet Matt Helm! (1966) och Matt Helm - klipper till igen! (1967). Det var även Sharon Tates sista film som hade premiär före hennes död 1969. Filmen innebar även Hollywoodfilmdebut för två framtida actionfilmstjärnor: Bruce Lee, som arbetade bakom kulisserna som actionkoreograf för slagsmålsscenerna och Chuck Norris, som medverkade i en liten roll.

## Rollista i urval
- Dean Martin – Matt Helm
- Elke Sommer – Linka Karensky
- Sharon Tate – Freya Carlson
- Nancy Kwan – Wen Yurang
- Nigel Green – greve Contini
- Tina Louise – Lola Medina
- John Larch – 'Mac' MacDonald
- John Brascia – Karl
- Weaver Levy – Kim